# خوسيه لياندرو دي سوزا
خوسيه لياندرو دي سوزا (بالبرتغالية: Zé Leandro‏) هو لاعب كرة قدم برازيلي في مركز الوسط، ولد في 14 مايو 1985 في Nhandeara ‏ في البرازيل. لعب مع أرسنال كييف وميتالورغ دونيتسك ونادي بارانا.

## وصلات خارجية
- خوسيه لياندرو دي سوزا على موقع اتحاد أوكرانيا (الإنجليزية)
- خوسيه لياندرو دي سوزا على موقع قاعدة بيانات كرة القدم.إي يو (الإنجليزية)
- خوسيه لياندرو دي سوزا على موقع Soccerway.com (الإنجليزية)